# Tolstoismo

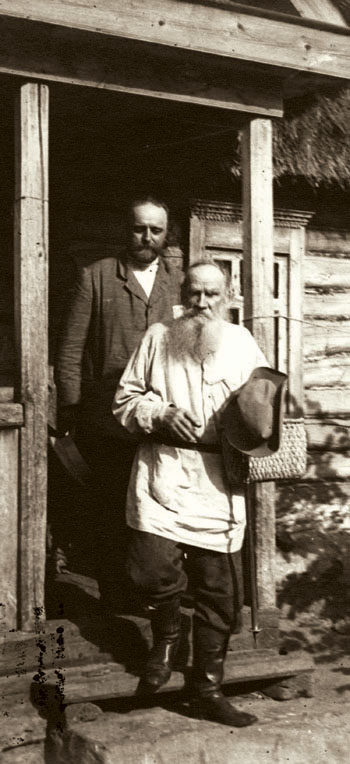
Čertkòv con Tolstoj

Il tolstoismo (o tolstoianesimo, i cui seguaci sono chiamati tolstoiani) è una corrente di pensiero nata in Russia negli anni ottanta dell'Ottocento, avendo come riferimento la dottrina morale di Lev Tolstoj, spesso associata al comunismo cristiano e soprattutto all'anarchismo cristiano.

## Le origini
I tolstoiani si ispiravano agli insegnamenti evangelici di Gesù – in particolare al Discorso della Montagna – secondo l'interpretazione radicale e pacifista datane da Tolstoj.
Fondatore del tolstoismo non fu però Tolstoj stesso, ma piuttosto Vladimir Čertkov, collaboratore dello scrittore tra i più assidui e fidati, che lo assistette fino in punto di morte. Sulla spinta di Čertkòv, le prime comuni tolstoiane nacquero in Russia già nel 1888, ma Tolstoj si rifiutò sempre sia di parteciparvi sia di farvi visita (ed anche durante la fuga del 1910, studiando sulla carta le possibili mète con la figlia ed il segretario, si raccomanderà: «Non in una comune tolstoiana, non in un posto così...»).
Lo scrittore, infatti, non vedeva di buon occhio coloro che lo consideravano un maestro. Così commenta la figlia Tat'jana, riferendo di una battuta sussurratale dal padre: 
Tolstoj diede comunque delle istruzioni di massima a coloro che volevano metterne in pratica gli insegnamenti: vivere tutti insieme, maschi e femmine in camere distinte, con un locale comune adibito a biblioteca, conducendo una vita semplice nel mangiare e nel vestirsi, vendendo il superfluo per darne il ricavato ai poveri. Un ruolo importante dovevano avere – oltre al lavoro manuale – le letture e le conversazioni, con "confessioni" pubbliche in cui ciascuno avrebbe potuto chiedere perdono agli altri per le proprie manchevolezze. Gandhi – ispirandosi anch'egli al pensiero morale di Tolstoj – fondò in Sudafrica un ashram col nome di Fattoria Tolstoj, dove visse per qualche tempo con la moglie e gli amici praticando analoghi princìpi comunitari.

## Il pensiero
(da Il tolstoismo, in Aa.Vv., Lev Tolstòj, I giganti Mondadori, 1970, p. 121)

## Le persecuzioni
I tolstoiani ebbero problemi col regime zarista fin dal 1887, quando una circolare del ministero degli affari interni dispose che gli organi di controllo delle pubblicazioni non autorizzassero la stampa e circolazione di alcuno scritto di Lev Tolstoj senza un giudizio da parte di un organo centrale.
Tali persecuzioni divennero ancor più accese coi bolscevichi, che consideravano la politica non-violenta dei tolstoiani come vicina, anche finanziariamente, alla reazione zarista che per secoli aveva oppresso col terrore il contado russo. Il tolstoismo era considerato conservatore dello status quo semifeudale della società russa, intendendo cambiare solo l'«interno degli animi». Opponendosi alla rivoluzione bolscevica, il tolstoismo si opponeva in quest'ottica al cambiamento e all'eversione dalla feudalità di milioni di contadini, mantenuta con le armi dall'esercito zarista.
Intorno al 1930, molti tolstoiani si dovettero rifugiare in Siberia per non essere considerati kulaki, ma la polizia di Stalin li arrestò comunque, relegandoli nei campi di lavoro forzato tra il 1936 e il 1939.